# Novica Čanović
Novica Čanović né le 29 novembre 1961 à Kumanovo –  mort le 3 juillet 1993 à Knin, est un athlète serbe, spécialiste du saut en hauteur qui représente la SFR yugoslavie.
Il participe à ses premiers jeux olympiques en 1984 à Los Angeles. Il termine 15e aux Championnats d'Europe en salle, de 1983 et remporte la médaille d'or lors des Jeux méditerranéens de 1987. Son meilleur saut est de 2,28 m, à Split en juillet 1985, record national de Croatie. Il meurt en tant que soldat de la République serbe de Krajina pour laquelle il combattait en 1993.